# Lobelia wahiawa
Lobelia wahiawa är en klockväxtart som beskrevs av Thomas G. Lammers. Lobelia wahiawa ingår i släktet lobelior, och familjen klockväxter. Inga underarter finns listade i Catalogue of Life.